# Elizabeth Thomas
Elizabeth Mary Thomas (29 mars 1907 - 28 novembre 1986) est une égyptologue américaine.
Elle a travaillé dans la nécropole thébaine, près de Louxor, enregistrant et publiant les plans des tombes de la vallée des Rois et de la vallée des Reines.

## Biographie
Elizabeth Thomas est née à Memphis (Tennessee) en 1907 de John Albert T. Thomas et Ruth Archer Thomas. Avec ses deux frères aînés, James et Wilmer, elle a grandi à Granada, dans le Mississippi.

### Études
Thomas a commencé à étudier au Granada College en 1924, avant d'être transférée au Hollins College l'année suivante. Elle a fait une pause de près de dix ans, pour reprendre ses études au Granada College, puis s'est inscrite à l'université du Mississippi, où elle a obtenu une licence en 1937. Elle se rend pour la première fois en Égypte en 1935, passant la majeure partie de son temps sur les tombes des vallées Rois et des Reines. À son retour de voyage, Thomas commence à étudier l'égyptologie à l'Institut oriental de l'université de Chicago en 1938. Elle y étudie divers sujets, notamment la langue hébraïque, ainsi que la langue et la culture égyptiennes antiques.
Ses études supérieures sont interrompues par la Seconde Guerre mondiale ; entre 1942 et 1946, elle sert dans le Army Signal Corps, en tant que cryptographe. Elle reprend ses études en 1948 et rédige une thèse sur la cosmologie des textes des pyramides. Elle retourne en Égypte pour plusieurs saisons de fouilles sur le terrain entre 1948 et 1960, se concentrant sur les tombes royales.

### Première visite en Égypte
Par souci de sécurité, Thomas a effectué sa première visite en Égypte — un an après l'obtention de son diplôme — avec Thomas Cook & Sons, une société de tourisme. Cependant, lorsqu'elle s'aperçut que le circuit n'incluait pas toujours les sites qu'elle voulait explorer ou ne laissait pas assez de temps pour étudier ses monuments en détail, elle engagea un moyen de transport et des guides comme seuls compagnons pour s'aventurer et étudier dans le désert. De février à début mars 1938, elle voyage autour de Louxor où elle passe la plupart de son temps à visiter et étudier les tombes des vallées des Rois et des Reines. Thomas a rencontré l'égyptologue Charles F. Nims et sa femme Myrtle Nims, alors qu'elle visitait la Chicago House, le siège à Louxor de l'Epigraphic Survey de l'université de Chicago.

## Recherches

### Hatchepsout
Thomas a travaillé sur la tombe KV60 de la nourrice de la reine Hatchepsout, qui a été découverte en 1903. Thomas a soutenu que l'une des momies était la reine Hatchepsout, même si la tombe appartenait à sa nourrice, car le bras gauche de la momie était positionné sur la poitrine. La position du bras signifiait la royauté, bien que Thomas n'ait pas été en mesure de prouver son affirmation sur l'identification d'Hatchepsout. Thomas a écrit dans son livre, The royal necropoleis of Thebes, que :

« De la momie... rien ne peut être dit sans examen. Il est simplement possible de poser une question avec la plus grande témérité : Thoutmôsis III [beau-fils et successeur d'Hatchepsout] a-t-il intercalé Hatchepsout de façon intrusive dans cette simple tombe située sous la sienne ?, »

La tombe a été perdue et redécouverte dans les années 1980. En 2007, le Dr Zahi Hawass, alors secrétaire général du Conseil suprême des Antiquités égyptiennes, a annoncé que la momie était bien celle d'Hatchepsout, ce qui a été vérifié par des tests ADN,.

### Tombe KV5
Avant que l'on en sache beaucoup sur KV5, Elizabeth Thomas soupçonnait que la tombe pouvait avoir appartenu aux enfants royaux de Ramsès II. Son intuition a été mentionnée dans un rapport sur les vols de tombes par des inspecteurs du gouvernement qui ont eu lieu des siècles après la construction de KV5. Bien que les générations suivantes de pilleurs de tombes aient laissé la tombe en ruines, il en restait suffisamment pour prouver que Thomas avait raison.

## Publications
- The royal necropoleis of Thebes, Princeton, 1966.
- « The Well in Kings' Tombs of Bibân el-Molûk », Journal of Egyptian Archaeology, no 64,‎ 1978, p. 80–83 (DOI 10.2307/3856437, JSTOR 3856437).